# À l'épreuve du feu
Pour plus de détails, voir Fiche technique et Distribution.
À l'épreuve du feu ou Le Courage à l'épreuve au Québec (Courage Under Fire) est un film américain réalisé par Edward Zwick et sorti en 1996.

## Synopsis
Alors qu'il servait dans la guerre du Golfe, le lieutenant-colonel Serling (Denzel Washington) détruit accidentellement l'un de ses propres chars lors d'une bataille nocturne déroutante, tuant son ami, le capitaine Boylar. L'armée américaine dissimule les détails et transfère Serling à un travail de bureau.
Plus tard, Serling est chargé de déterminer si le capitaine Karen Emma Walden (Meg Ryan) devrait être la première femme à recevoir (à titre posthume) la Medal of Honor. Elle était la commandante d'un hélicoptère Huey Medevac envoyé pour sauver l'équipage d'un Black Hawk abattu. Lorsque Walden est arrivée sur un char ennemi T-54, son équipage l'a détruit en laissant tomber un réservoir de secours de carburant et en l'allumant avec une fusée éclairante. Cependant, son propre hélicoptère a été abattu peu après. Les deux équipages n'ont pas pu unir leurs forces, et lorsque les survivants ont été secourus le lendemain, Walden a été signalée morte.
Serling remarque des incohérences parmi les témoignages de l'équipage de Walden. Le spécialiste médical Andrew Ilario (Matt Damon) fait l'éloge de Walden. Cependant, le sergent-major John Monfriez (Lou Diamond Phillips) affirme que Walden était une lâche et que c'est lui qui a dirigé l'équipage pendant le combat et a improvisé la bombe avec le réservoir de carburant. Le sergent Altameyer (Seth Gilliam), qui est en train de mourir d'un cancer dans un hôpital, parle d'un feu mais s'injecte de la morphine avant de pouvoir en dire plus. L'adjudant Rady (Tim Guinee), le copilote, a été blessé au début et inconscient tout au long. De plus, l'équipage du Black Hawk affirme avoir entendu des tirs d'un M16, mais Ilario et Monfriez affirment qu'il n'avait plus de munitions depuis le matin.
Serling est sous la pression de la Maison Blanche et de son commandant, le général de brigade Hershberg (Michael Moriarty), afin de conclure rapidement les choses. Pour éviter une autre dissimulation, Serling divulgue l'histoire à un journaliste, Tony Gartner (Scott Glenn). Lorsque Serling met Monfriez face à ses mensonges par omission lors d'un trajet en voiture, Monfriez le force à sortir du véhicule sous la menace d'une arme, puis se suicide en conduisant sur une voie ferrée face à un train venant en sens inverse.
Serling retrouve Ilario en réécoutant son témoignage et Ilario lui dit enfin la vérité : Monfriez voulait fuir, ce qui signifiait abandonner Rady gravement blessé. Lorsque Walden a refusé, il a pointé une arme sur elle. Walden a ensuite tiré sur un ennemi qui est apparu derrière Monfriez, mais Monfriez a pensé que Walden lui tirait dessus et lui a tiré une balle dans le ventre, avant de réaliser son erreur et de tirer sur les irakiens. Le lendemain matin, l'ennemi a de nouveau attaqué à l'approche d'une équipe de sauvetage. Walden a couvert la retraite de ses hommes, tirant avec le M16 d'Altameyer. Cependant, Monfriez a dit aux sauveteurs que Walden était morte, précipitant le départ des secours et le nettoyage des deux zones d'écrasement au napalm (le fameux feu dont parlait Altameyer sur son lit d’hôpital). Altameyer a tenté de dire la vérité mais était trop blessé pour parler, et Ilario avait trop peur de la cour martiale dont Walden les avait menacés et est resté silencieux.
Alors qu'il venait remettre son rapport final à Hershberg, Serling découvre Gartner, venu enquêter sur l'incident ayant mené à la mort de Boylar et son équipage. Il dévoile une cassette des échanges entre les forces américaines du secteur cette nuit-là, dont Serling lui avait dévoilé l'existence. On découvre que la réaction rapide et déterminante de Serling avait permis de renverser la situation et sauver de nombreuses vies parmi les forces américaines.
La jeune fille de Walden reçoit la médaille d'honneur des mains du Président des États-Unis d'Amérique lors d'une cérémonie à la Maison Blanche. Plus tard, Serling dit la vérité aux Boylar sur la manière dont leur fils est mort et dit qu'il ne peut pas demander pardon (« pour ce qui est de l'enterrement, les mensonges que l'armée a dit, ceux que j'ai dit aussi, à vous je ne peux que demander votre pardon, mais quant à cette nuit là je ne vois pas comment j'oserais même attendre de vous un pardon »). Les Boylar font comprendre à Serling qu'ils le pardonnent et qu'il faudra bien un jour qu'il pose ce fardeau.
Dans les derniers instants, Serling se rend sur la tombe de Walden et décroche sa propre Silver Star pour la déposer sur la tombe. Alors qu'il rentre chez lui, il se remémore le moment où il se tenait à côté du char détruit de Boylar lors de l'évacuation médicale et réalise que c'est Karen Walden qui pilote le Huey avec le corps de son ami.

## Fiche technique
- Titre original : Courage Under Fire
- Titre français : À l'épreuve du feu
- Titre québécois : Le Courage à l'épreuve
- Réalisation : Edward Zwick
- Scénario : Patrick Sheane Duncan
- Musique : James Horner
- Photographie : Roger Deakins
- Montage : Steven Rosenblum
- Décors : John Graysmark
- Production : John Davis, David T. Friendly, Joseph Singer et Paul Neesan
- Sociétés de production : Davis Entertainment, Joseph M. Singer Entertainment, Friendly Films et Fox 2000 Pictures
- Budget : 46 millions de dollars
- Pays de production :  États-Unis
- Format : Couleurs - 1,85:1 - DTS - 35 mm
- Genre : drame, guerre
- Durée : 117 minutes
- Dates de sortie :
  - États-Unis : 12 juillet 1996
  - France : 8 janvier 1997

## Distribution
- Denzel Washington (VF : Jacques Martial ; VQ : Jean-Luc Montminy) : le lieutenant-colonel Nathaniel Serling
- Meg Ryan (VF : Virginie Ledieu ; VQ : Claudie Verdant) : la capitaine Karen Emma Walden, commandante de l'hélicoptère Huey
- Lou Diamond Phillips (VF : Maurice Decoster ; VQ : Pierre Auger) : le sergent-major John Monfriez
- Matt Damon (VF : Philippe Vincent ; VQ : Gilbert Lachance) : le sergent Andrew Ilario
- Scott Glenn (VF : Mario Santini ; VQ : Vincent Davy) : Tony Gartner, journaliste
- Sean Astin (VF : Ludovic Baugin ; VQ : Vincent Graton) : Patella
- Bronson Pinchot (VQ : Sébastien Dhavernas)  : Bruno
- Seth Gilliam (VF : Serge Faliu ; VQ : François L'Écuyer) : le sergent Altameyer
- Regina Taylor (VF : Annie Milon ; VQ : Sophie Faucher) : Meredith Serling
- Tim Guinee (VF : Éric Missoffe ; VQ : Luis de Cespedes) : L'adjudant Rady, copilote de l'hélicoptère Huey
- Sean Patrick Thomas (VF : Mathias Kozlowski) : le sergent Thompson
- Tim Ransom (VF : Gabriel Le Doze ; VQ : Sébastien Ventura) : le capitaine Boylar
- Armand Darrius (VQ : Stéphane Rivard) : Robins
- Ned Vaughn (VF : Pierre Tessier ; VQ : Jacques Lussier) : le lieutenant Chelli
- Željko Ivanek (VQ : Charles Préfontaine) : Ben Banacek
- Manny Pérez : Jenkins
- Michael Moriarty (VQ : Mario Desmarais) : le général de brigade Hershberg
- Richard Venture : Don Boylar
- Ken Jenkins : Joel Walden
- Kathleen Widdoes : Geraldine Walden

## Production
Le tournage a lieu en Californie (Fort Irwin, Barstow), au Texas (El Paso, Bastrop, Bertram, San Marcos, Austin) ainsi qu'à Bloomfield dans le Connecticut.

## Autour du film
L'utilisation des potentialités du cinéma joue à plein dans ce film, où les diverses versions des témoins, bien que contradictoires, ont été tournées les unes après les autres.
On peut noter également quelques erreurs dans le film. La mitrailleuse M60 du sergent Monfriez est en fait une M249 SAW de calibre 5,56 mm.
Lors de la scène finale, on voit le capitaine Walden tirer sur des soldats irakiens au fusil d'assaut M16 lors de la course des trois autres survivants ; elle tire durant plus d'une minute alors que le chargeur du M16 ne peut compter que 30 cartouches et en automatique le M16 est très gourmand en munitions ce qui rend cette action improbable.
Dans le film, Ilario a le grade de sergent mais lors de son entretien avec Serling il a des galons de spécialiste sur sa chemise (grade situé entre soldat de 1re classe et caporal).